# Nickelback

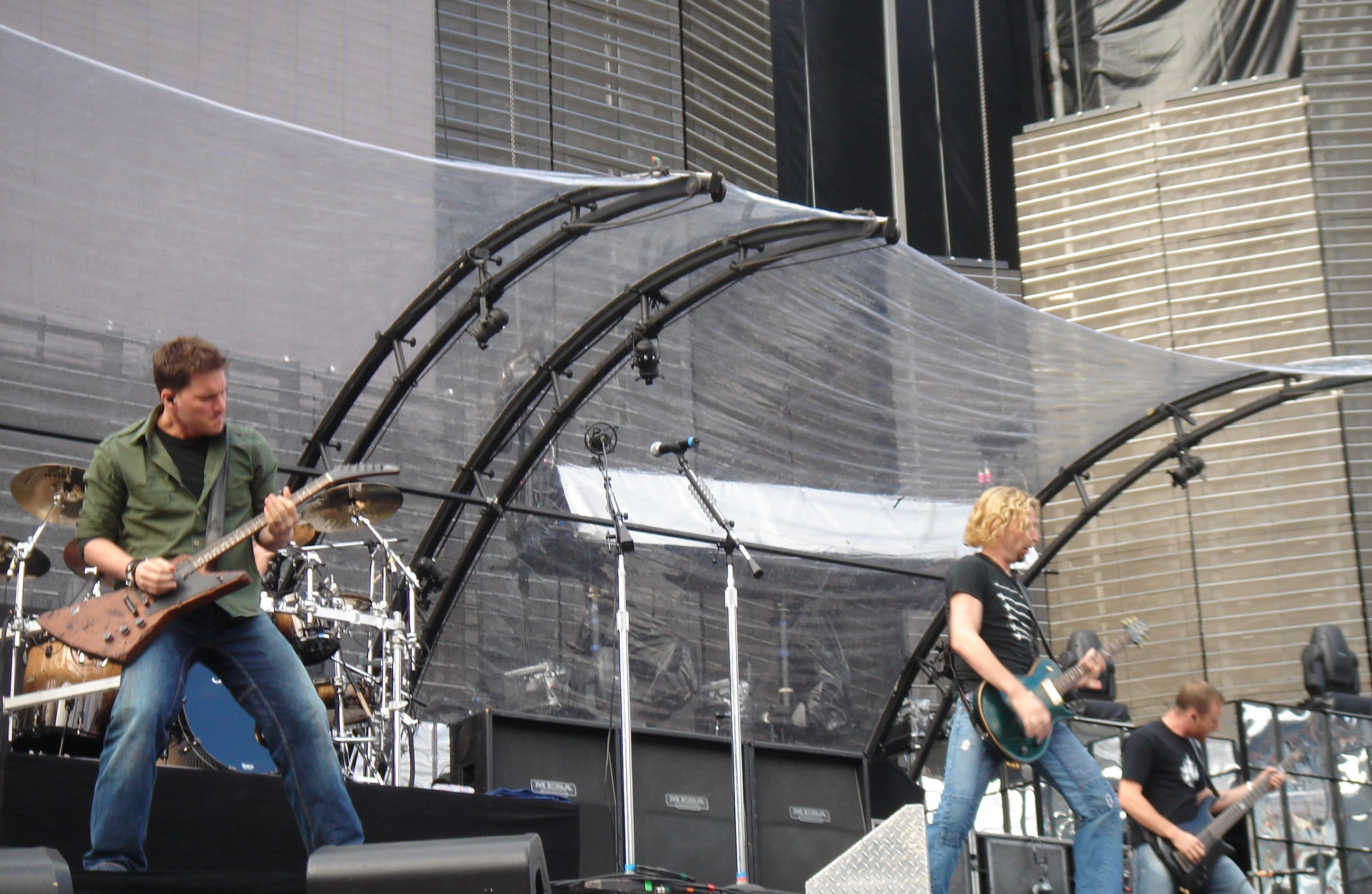
Nickelback in 2006

Nickelback is een Canadese postgrungeband die in 1995 werd opgericht in Hanna, Alberta. De band bestaat uit leadzanger Chad Kroeger, gitarist Ryan Peake, basgitarist Mike Kroeger en drummer Daniel Adair. De groep is met meer dan 50 miljoen verkochte albums wereldwijd een van de meest succesvolle Canadese bands en werd door het tijdschrift Billboard uitgeroepen tot de meest succesvolle rockband van de jaren 2000. Nickelback staat echter ook bekend als de meest gehate band ter wereld. In 2013 verkozen lezers van het muziekblad Rolling Stone de band tot de op een na slechtste band uit de jaren 90.

## Biografie

### Hesher, Curb en The State (1995 - 2000)
Chad Kroeger, Ryan Peake, Mike Kroeger en Brandon Kroeger speelden als coverband in de jaren 90 onder andere nummers van Led Zeppelin en Metallica. In 1996 ontving Chad Kroeger een relatief klein bedrag van $4000 van zijn vader om een demo-cd te produceren. De band kreeg een volwaardige naam: Nickelback. De naam is afkomstig van de nickel ('nickel' is, zowel in de Verenigde Staten als in Canada, de benaming voor een munststuk dat vijf cent waard is) die bassist Mike Kroeger vaak als wisselgeld terug moest geven aan klanten bij Starbucks. Daarbij zei hij: "Here is your nickel back". Later in 1996 werd ook het album Curb uitgebracht door Nickelback. Dit album bevatte naast nieuw materiaal, ook nummers van de demo-cd Hesher. Het nummer 'Fly' werd als eerste single door Nickelback uitgebracht. Een jaar later verliet drummer Brandon Kroeger de band om plaats te maken voor Ryan Vikedal. De band werd in 1999 ontdekt door Roadrunner Records en kreeg een platencontract aangeboden. Het album The State werd in 2000 uitgebracht in de Verenigde Staten en Canada. Er kwamen vier singles uit voort, waaronder de succesvolle hits 'Leader of Men' en 'Breathe' die beiden in Canada in de top 10 rocklijst terechtkwamen. Het album werd in de Verenigde Staten (pas) in 2008 officieel platinum. The State is uiteindelijk meer dan 1 miljoen keer over de toonbank gegaan.

### Silver Side UpenThe Long Road(2001 - 2004)
Nickelback bracht op 11 september 2001 het album Silver Side Up uit, waarmee ze internationaal doorbraken. Op die ochtend waren de bandleden in hun toerbus op slechts 15 kilometer afstand van waar United Airlines-vlucht 93 neerstortte als gevolg van de terroristische aanslagen op de Verenigde Staten. Voor een hoop Amerikanen is de eerste single van dit album, 'How You Remind Me' een soort ode aan de omgekomen Amerikanen. Het was aan het eind van 2001 en het begin van 2002 het meest gespeelde nummer op de radio in de Verenigde Staten. Later kwamen de singles 'Too Bad' en 'Never Again' nog voort uit het album Silver Side Up. In 2002 schreven Chad Kroeger samen met onder andere de leadzanger van Saliva en drummer van Pearl Jam de single Hero uit voor de Spider-Man film. In 2002 en 2003 traden de mannen van Nickelback op in de zowel de Melkweg als in de Heineken Music Hall. Twee jaar na het uitbrengen van het album Silver Side Up bracht Nickelback het album The Long Road uit. Het album bevatte onder andere de singles 'Someday' en 'Feelin' Way Too Damn Good'.

### All the Right Reasons(2005 - 2007)
In februari 2005 kondigde de band aan dat drummer Ryan Vikedal de band had verlaten om onbekende redenen. Dat was de officiële tekst, maar in een later interview vertelde Vikedal dat hij zich uit de band gezet voelde, omdat hij niet "Het soort drummer" was dat de band nodig had. Dit bevreemdde Vikedal en vele fans nogal omdat hij mede gezorgd had voor het succes van albums als Silver Side Up en The Long Road. In maart 2005 werd bekendgemaakt dat 3 Doors Down drummer Daniel Adair de nieuwe drummer werd van Nickelback. Het album All The Right Reasons werd uitgebracht op 4 oktober 2005. Het album leverde uiteindelijk zeven singles op, waaronder 'Rockstar', 'Far Away' en 'Savin' Me'. De laatste single van het album is 'Side of a Bullet' en is een eerbetoon aan de neergeschoten gitarist van Pantera, Dimebag Darrell. In 2006 stond de band in het voorprogramma van de band Bon Jovi tijdens hun 'Have A Nice Day'-toer. De band speelde in 2006 op Pinkpop en in het Goffertpark.

### Dark Horse(2008 - 2010)
Het album Dark Horse verscheen op 18 november 2008. Op drie nummers na, werden alle nummers van het album uitgegeven als single. Een jaar na het uitbrengen stond het album nog steeds in de Billboard Hot 100, en het is daarmee een van de best verkochte albums van Nickelback. Het album leverde zowel veel lof als kritiek op. Het bevat meer gitaarriffs dan vorige albums, en wordt ook meer als hardrock beschouwd. Daarentegen noemen critici de schunnige teksten en simpelheid van de nummers. Tussen 2008 en 2010 heeft Nickelback onder andere in de Verenigde Staten, Canada en Europa meer dan 140 concerten gegeven, en werden er meer dan 1,6 miljoen kaartjes verkocht. In 2009 schreef Chad Kroeger mee aan het nieuwe album van Daughtry. Op 27 februari 2010 speelde Nickelback het nummer 'Burn it to the Ground' op de sluitingsceremonie van de Olympische Winterspelen 2010 in Vancouver.

### Here and NowenThe Best of Nickelback Volume 1(2011 - 2014)
Op 26 september 2011 verschenen de eerste twee officiële singles van het album Here and Now: 'When We Stand Together' en 'Bottoms Up'. Het album werd uitgegeven op 21 november. Het bereikte in de eerste week een nummer 2 positie in de Billboard top 100. Het eindigde met maar 419 cd's verschil onder het nummer-1 album Christmas van Michael Bublé. In 2012 traden de mannen van Nickelback voor het eerst in 6 jaar weer op in Nederland in een uitverkochte Heineken Music Hall. Een jaar later kwam het album The Best of Nickelback Volume 1 uit. Het bevat de negentien grootste hits van Nickelback. In 2013 gaf de band een concert in de Ziggo Dome.

### No Fixed Address(2014) enFeed The Machine(2017)
Het album No Fixed Address is hun achtste studioalbum. De eerste singles van het nieuwe album zijn 'Edge of a Revolution', 'What Are You Waiting For?' en 'Get Em Up'. Het volledige album werd uitgegeven op 17 november 2014, Ook dit album werd nummer 1 in top Rock Albums bij Billboard. Op 19 augustus 2016 werd een cover van Don Henley's lied 'Dirty Laundry' online gepubliceerd. Op 25 januari 2017 tekende Nickelback bij BMG Rights Management voor uitgave van hun negende album Feed the Machine. Het album kwam 16 juni 2017 uit. Met 'Feed The Machine' wil Nickelback terug naar zijn roots, waar rock de overhand heeft op het album.

### Get Rollin (2022)
Op 18 november 2022 verscheen het 10e studioalbum van Nickelback genaamd Get Rollin. 
De eerste single van het album genaamd ‘San Quentin’ verscheen op 7 september 2022, de tweede single ‘Those Days’ volgde op 5 oktober en tot slot verscheen ‘High Time’ als derde en laatste single op 15 november. 

## Discografie

### Albums
| Album met eventuele hitnotering(en) in de Nederlandse Album Top 100 | Datum van verschijnen | Datum van binnenkomst | Hoogste positie | Aantal weken | Opmerkingen   |
| ------------------------------------------------------------------- | --------------------- | --------------------- | --------------- | ------------ | ------------- |
| Curb                                                                | 01-05-1996            | -                     | -               | -            |               |
| The State                                                           | 07-03-2000            | -                     | -               | -            |               |
| Silver Side Up                                                      | 11-09-2001            | 10-11-2001            | 15              | 48           |               |
| The Long Road                                                       | 23-09-2003            | 27-09-2003            | 11              | 10           |               |
| All The Right Reasons                                               | 04-10-2005            | 08-10-2005            | 20              | 46           |               |
| Dark Horse                                                          | 18-11-2008            | 22-11-2008            | 25              | 15           |               |
| Here and Now                                                        | 18-11-2011            | 26-11-2011            | 19              | 23           |               |
| The Best of Nickelback Volume 1                                     | 04-11-2013            | 09-11-2013            | 45              | 3            | Verzamelalbum |
| No Fixed Address                                                    | 17-11-2014            | 22-11-2014            | 44              | 1            |               |
| Feed The Machine                                                    | 16-06-2017            | 24-06-2017            | 16              | 3            |               |
| Get Rollin'                                                         | 18-11-2022            | -                     | -               | -            |               |

| Album met hitnotering(en) in de Vlaamse Ultratop 200 albums | Datum van verschijnen | Datum van binnenkomst | Hoogste positie | Aantal weken | Opmerkingen   |
| ----------------------------------------------------------- | --------------------- | --------------------- | --------------- | ------------ | ------------- |
| Silver Side Up                                              | 2001                  | 24-11-2001            | 2               | 28           |               |
| The Long Road                                               | 2003                  | 04-10-2003            | 29              | 8            |               |
| All The Right Reasons                                       | 2005                  | 15-10-2005            | 35              | 12           |               |
| Dark Horse                                                  | 2008                  | 29-11-2008            | 35              | 13           |               |
| Here and Now                                                | 2011                  | 26-11-2011            | 49              | 25           |               |
| The Best of Nickelback Volume 1                             | 2013                  | 09-11-2013            | 40              | 23           | Verzamelalbum |
| No Fixed Address                                            | 2014                  | 14-11-2014            | 41              | 12           |               |
| Feed The Machine                                            | 2017                  | 24-06-2017            | 16              | 8            |               |
| Get Rollin'                                                 | 2022                  | -                     | -               | -            |               |

### Singles
| Single met eventuele hitnotering(en) in de Nederlandse Top 40 | Datum van verschijnen | Datum van binnenkomst | Hoogste positie | Aantal weken | Opmerkingen                               |
| ------------------------------------------------------------- | --------------------- | --------------------- | --------------- | ------------ | ----------------------------------------- |
| How You Remind Me                                             | 2001                  | 27-10-2001            | 7               | 28           | Nr. 17 in de Single Top 100               |
| Too Bad                                                       | 2002                  | 17-08-2002            | 16              | 9            | Nr. 41 in de Single Top 100 / Alarmschijf |
| Someday                                                       | 2003                  | 06-09-2003            | 11              | 8            | Nr. 38 in de Single Top 100 / Alarmschijf |
| Feelin' Way Too Damn Good                                     | 2004                  | -                     | tip 3           | -            | Nr. 61 in de Single Top 100               |
| Photograph                                                    | 2005                  | 17-09-2005            | 4               | 13           | Nr. 16 in de Single Top 100 / Alarmschijf |
| Far Away                                                      | 2006                  | 14-01-2006            | 18              | 8            | Nr. 31 in de Single Top 100 / Alarmschijf |
| Savin' Me                                                     | 2006                  | 17-06-2006            | 25              | 4            | Nr. 81 in de Single Top 100               |
| If Everyone Cared                                             | 2007                  | -                     | -               | -            | Nr. 99 in de Single Top 100               |
| Rockstar                                                      | 2007                  | 01-12-2007            | 25              | 9            | Nr. 14 in de Single Top 100               |
| Gotta Be Somebody                                             | 2008                  | 08-11-2008            | 18              | 9            | Nr. 14 in de Single Top 100 / Alarmschijf |
| I'd Come for You                                              | 2009                  | 04-04-2009            | 20              | 11           | Alarmschijf                               |
| Never Gonna Be Alone                                          | 2009                  | 14-11-2009            | 37              | 3            |                                           |
| If Today Was Your Last Day                                    | 2010                  | -                     | tip 16          | -            |                                           |
| This Afternoon                                                | 2010                  | 10-07-2010            | 24              | 6            | Nr. 74 in de Single Top 100 / Alarmschijf |
| When We Stand Together                                        | 10-10-2011            | 22-10-2011            | 12              | 12           | Nr. 33 in de Single Top 100 / Alarmschijf |
| Lullaby                                                       | 2012                  | -                     | tip 5           | -            |                                           |
| Trying Not to Love You                                        | 2012                  | -                     | tip 7           | -            | Nr. 98 in de Single Top 100               |

| Single met hitnotering(en) in de Vlaamse Ultratop 50 | Datum van verschijnen | Datum van binnenkomst | Hoogste positie | Aantal weken | Opmerkingen |
| ---------------------------------------------------- | --------------------- | --------------------- | --------------- | ------------ | ----------- |
| How You Remind Me                                    | 2001                  | 08-12-2001            | 2               | 22           |             |
| Too Bad                                              | 2002                  | 14-09-2002            | 23              | 7            |             |
| Someday                                              | 2003                  | 13-09-2003            | 31              | 7            |             |
| Photograph                                           | 2005                  | -                     | tip 2           | -            |             |
| Far Away                                             | 2006                  | 11-02-2006            | 45              | 2            |             |
| If Everyone Cared                                    | 2007                  | -                     | tip 7           | -            |             |
| Rockstar                                             | 2007                  | -                     | tip 23          | -            |             |
| Gotta Be Somebody                                    | 2008                  | 22-11-2008            | 46              | 1            |             |
| This Afternoon                                       | 2010                  | -                     | tip 39          | -            |             |
| When We Stand Together                               | 2011                  | -                     | tip 34          | -            |             |
| Lullaby                                              | 2012                  | -                     | tip 3           | -            |             |
| Trying Not to Love You                               | 2012                  | -                     | tip 9           | -            |             |
| What Are You Waiting For?                            | 2014                  | -                     | tip 6           | -            |             |
| Song on Fire                                         | 2017                  | -                     | tip             | -            |             |

### NPO Radio 2 Top 2000
| Nummers met noteringen in de NPO Radio 2 Top 2000 | '13  | '14 | '15 | '16 | '17 | '18  | '19 | '20 | '21 | '22 | '23 | '24 |
| ------------------------------------------------- | ---- | --- | --- | --- | --- | ---- | --- | --- | --- | --- | --- | --- |
| How You Remind Me                                 | 1783 | 592 | 604 | 848 | 899 | 839  | 924 | 905 | 828 | 874 | 823 | 813 |
| Rockstar                                          | -    | -   | -   | -   | -   | 1961 | -   | -   | -   | -   | -   | -   |

1. ↑  Een '-' betekent dat het nummer niet was genoteerd en een vetgedrukt getal geeft de hoogste notering van een nummer aan.
2. ↑  2013 was het eerste jaar met een notering voor Nickelback.